# Emas
Pour pour les acronymes, voir EMAS.
Emas est une ville brésilienne de l'ouest de l'État de la Paraíba.
Sa population était estimée à 3 257 habitants en 2007. La municipalité s'étend sur 241 km2.